# Richard A. Parker

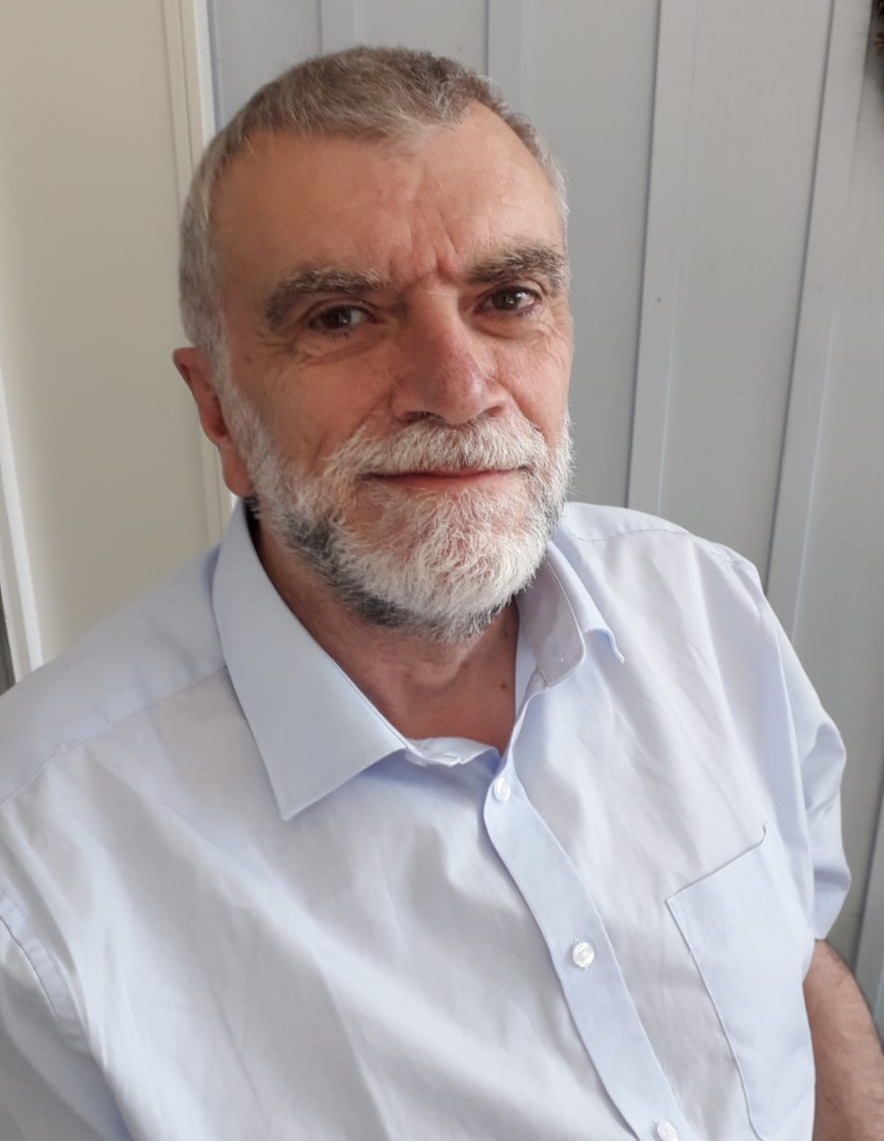
Richard A. Parker

Richard Alan Parker (* 29. Januar 1953 in Surrey; † 26. Januar 2024) war ein britischer Mathematiker und Softwareingenieur.

## Werdegang
Parker studierte von 1971 bis 1974 an der Universität Cambridge (Abschluss mit first class honours) und war danach freischaffender Programmierer. In den 1980er Jahren arbeitete er vor allem in Deutschland (unter anderem COBOL), wobei er auch an deutschen Universitäten forschte, und in den 1990er Jahren war er Programmierer und technischer Manager in verschiedenen Internetfirmen. Er ist für seine Beiträge zu Algorithmen in der Darstellungstheorie endlicher Gruppen bekannt, insbesondere bei modularen Darstellungen endlicher einfacher Gruppen.
Er war Mitautor des Atlas of finite groups unter Leitung von John Horton Conway und leistete Beiträge zur Monographie Sphere packings, lattices and groups unter Leitung von Conway und Neil Sloane. Er entdeckte den Zusammenhang von Niemeier-Gittern und tiefen Löchern im Leech-Gitter und konstruierte einen Moufang-Loop der Ordnung {\displaystyle 2^{13}}, der von Conway in seiner Konstruktion der Monstergruppe verwendet wurde.
Von 2009 bis 2014 entwickelte er in Cambridge und an der Universität St. Andrews Algorithmen zur Implementierung der small cancellation theory in der Darstellungstheorie. Er entwickelte auch kryptographische Software (Berater bei nCipher, 2001 bis 2004 Chief Technical Officer bei Cambridge Public Key Cryptography).
Als Softwareingenieur war er unter anderem bei Amadeus Capital Partners, Various Perihelion Software, UKOnline und Medinet.

## Schriften
- mit John Horton Conway, Robert Turner Curtis, Simon Phillips Norton, Robert Arnott Wilson: Atlas of finite groups: maximal subgroups and ordinary characters for simple groups, Oxford University Press 1985, ISBN 0-19-853199-0.
- mit Christopher Jansen, Klaus Lux, Robert Wilson: An Atlas of Brauer Characters, London Mathematical Society Monographs, Oxford University Press, 1995